# 鵝公山隧道
鵝公山隧道（英語：Egongshan Tunnel）是广东省江門市豐樂路上的一条隧道，双向六车道，长約400米，属于城市道路隧道。

## 建設歷史
2011年7月，开工建設。
2012年4月由於滑塌事故停工。
2019年9月5日复工。
2020年7月4日挖通，15日实现右洞全断面贯通。
2021年2月5日，鹅公山隧道右洞通車，隧道内为双向三车道，沥青铺设的路面。